# Gymnothorax kontodontos
Gymnothorax kontodontos är en fiskart som beskrevs av Böhlke 2000. Gymnothorax kontodontos ingår i släktet Gymnothorax och familjen Muraenidae. Inga underarter finns listade i Catalogue of Life.